# Tekken 3
Tekken 3 (鉄拳3, Tekken 3; "Punho de Ferro 3") é o terceiro jogo da série de jogos eletrônicos Tekken.
O título foi lançado nos Arcades em março de 1997, e para PlayStation em 1998. A versão original de Arcade foi lançada em 2005 para PlayStation 2 como parte do modo Arcade History do Tekken 5. Tekken 3 foi relançado em 2018 como parte da compilação da Sony, PlayStation Classic.
Tekken 3 possui um número grande de personagens novos, incluindo a estreia de vários dos que se tornariam basilares na série, como Jin Kazama, Ling Xiaoyu, Bryan Fury, Eddy Gordo e Hwoarang, somando um total para o jogo de 23 personagens. A versão caseira incluiu um novo modo beat 'em up denominado Tekken Force, assim como o modo bônus Tekken Ball.
O jogo tem sido citado como um dos maiores jogos de videogame de todos os tempos. Com mais de 8 milhões de cópias vendidas no mundo inteiro, Tekken 3 é o quarto jogo mais vendido de PlayStation. Foi atualizado em Tekken Tag Tournament, uma iteração não-canônica de 1999 nos Arcades e de 2000 no PlayStation 2. A sequência direta de Tekken 3, Tekken 4, foi lançada nos Arcades e em PlayStation 2 em 2001 e 2002, respectivamente.

## Jogabilidade
Tekken 3 mantém o mesmo núcleo dos antecessores quanto ao sistema de batalha e conceito. Enquanto nas versões anteriores o elemento de profundidade foi no geral insignificante (com apenas alguns personagens possuindo esquivas diferenciadas e manobras de evasão), Tekken 3 adicionou ênfase no terceiro eixo, permitindo a personagens esquivar para dentro ou para fora em relação ao plano de fundo. Lutadores agora pulam por alturas mais razoáveis, diferentemente dos últimos jogos, fazendo deles menos esmagadores e aumentando a relevância do uso da esquiva, já que saltar não garante mais a fuga de ataques comuns. Novas melhorias incluíram recomposições mais rápidas após um personagem cair no chão, mais fugas de Tackles (quando um personagem agarra o outro de frente e o joga no chão pela mesma direção) e atordoamentos, mais golpes com combos aéreos permitidos, e a novidade de combos de agarrões.
O equilíbrio entre velocidade e força de alguns personagens leva o jogador a embates onde o que conta realmente é a habilidade e não o personagem escolhido.
Diferentemente dos jogos anteriores, os personagens adicionais de Tekken 3 não são sub-chefes. Eles são abertos em determinada ordem, à medida que o game é terminado com os personagens iniciais. A sequência de habilitação é Kuma / Panda, Julia Chang, Gun Jack, Mokujin, Anna Williams, Bryan Fury, Heihachi Mishima, Ogre e True Ogre. Existem ainda três personagens secretos: Gon, Doctor. B e Tiger Jackson.
Tekken 3 introduz um modo de beat 'em up chamado "Tekken Force", que coloca o jogador em vários cenários contra inimigos em um avanço lateral. O conceito seria expandido em um modo para o sucessor, Tekken 4, e aprimorado na campanha Devil Within, em Tekken 5. Outro modo denominado "Tekken Ball" é um tanto similar ao vôlei de praia. Nele, o personagem deve atingir a bola com um golpe poderoso, para pulverizar o adversário ou para causar nele dano maior por deixar a bola cair no seu território.

## História
Na conclusão no segundo torneio Rei do Punho de Ferro, Heihachi Mishima derrota e mata seu filho Kazuya e retoma o controle sobre a megacorporação Mishima Zaibatsu.
Quinze anos depois, Heihachi estabeleceu a Tekken Force: uma organização paramilitar dedicada à proteção da Mishima Zaibatsu. Usando a influência da companhia, Heihachi é o responsável por muitos eventos que levaram, no fim, o mundo à paz mundial. Um dia, um esquadrão da Tekken Force faz buscas em um templo antigo, localizado no México, sob a premissa de trabalho de um projeto de escavações. Logo depois de chegar ao local, Heihachi descobre que todo o time foi obliterado por uma criatura maligna e misteriosa denominada Ogre.
Heihachi, tendo capturado um rápido vislumbre de Ogre antes de seu desaparecimento imediato, tenta capturá-lo na esperança de usar seu poder de batalha gigantesco para seus próprios objetivos. Depois disso, vários lutadores conhecidos terminaram mortos, atacados ou desaparecidos em todo o mundo, e Ogre estava por trás de tudo.
Jun Kazama tem vivido uma vida quieta em Yakushima com seu jovem filho, Jin Kazama, criado após os eventos gerados no torneio anterior pelo filho de Heihachi, Kazuya Mishima. No entanto, sua vida pacífica foi rompida quando Jun começa a sentir a presença invasiva de Ogre e descobre que ela, agora, é um alvo. Jun ordena Jin a procurar Heihachi se qualquer coisa acontecesse. Um tempo após o aniversário de quinze anos de Jin, Ogre vai ao ataque. Contra os pedidos de Jun, seu filho valentemente tenta enfrentar Ogre, mas é deixado inconsciente por este último. Quando Jin acorda, ele percebe que o solo ao redor de sua casa está queimado e que sua mãe está desaparecida, e provavelmente morta. Motivado por vingança, Jin é confrontado pelo demônio, o qual marca o braço esquerdo do jovem e o toma em possessão (o que, na história, caracteriza o personagem Devil Jin, que passaria a ser jogável em Tekken 5). Jin então vai em direção ao avô, Heihachi, explicando a situação e o implorando para ser treinado, com o objetivo de se tornar forte o suficiente para encarar Ogre. Heihachi aceita e toma seu neto como pupilo; dessa forma, ele também passaria a frequentar a Mishima High School, onde conheceria a colega de classe Ling Xiaoyu e seu animal de estimação, Panda.
Quatro anos depois, Jin domina o estilo de karatê Mishima. Em seu aniversário de dezenove anos, Heihachi anuncia o terceiro torneio Rei do Punho de Ferro, e Jin se prepara para sua vindoura batalha, não tendo a menor ideia de que seu avô utilizava cada competidor como isca para atrair Ogre.
No último Round do torneio, Paul Phoenix entra num templo gigantesco, derrota Ogre e sai andando, pensando ser vitorioso. No entanto, Ogre se transforma em sua segunda forma, True Ogre, e o torneio continuou após a partida do americano. Jin enfrenta True Ogre e o derrota, fazendo a criatura se dissolver. No entanto, ele é subitamente alvo de vários tiros de um esquadrão da Tekken Force, liderado por Heihachi. Sem precisar mais de Jin, seu avô dá um tiro definitivo em sua cabeça. No entanto, o jovem seria revivido pelo espírito demoníaco dentro dele, que desperta e despacha os soldados, esmagando Heihachi pela parede do templo. Jin, em sua versão demoníaca, abre as asas e voa em direção a Heihachi, poupando-o da queda. Depois disso, Heihachi contempla o neto voando sob a luz da lua.

## Modos de jogo
Tekken 3 possui os seguintes modos de jogo:
- Arcade Mode: lute contra o computador, ou contra outro jogador
- Versus Mode: um jogador enfrenta o outro
- Team Battle Mode: selecione de um a oito personagens para competirem como um time
- Survival Mode: enfrente o computador até a barra de saúde terminar
- Time Attack Mode: termine o jogo em um limite de tempo
- Practice Mode: pratique seus movimentos
- Tekken Force: Modo beat 'em up
- Option Mode: mude as opções do jogo

#### Tekken Ball
Tekken 3 também introduziu modos extras na série, com o objetivo de acumular pontos ou simplesmente jogar um desafio diferente. Em Tekken Ball, os jogadores estão numa praia e jogam uma espécie de mistura entre vôlei e queimada, usando bolas enormes. Foi feito para dois jogadores, sendo possível jogar contra o computador. Este modo é liberado após se destravar todos os lutadores no modo Arcade.
É possível escolher três tipos de bola: Beach Ball (normal), Gum Ball (borracha) e Iron Ball (ferro), que causam dano proporcional. No jogo, o objetivo é carregar a bola de energia para que ela atinja o oponente. A energia carregada é proporcional à força do golpe. Uma vez carregada é possível bloqueá-la ou devolver com outro golpe. Bloqueando ou sendo atingido, o personagem sofre dano, o que também acontece se a bola cair longe de seu alcance em seu próprio campo.
Tekken Ball também serve para liberar o segundo jogador secreto, o dinossauro Gon. Para isso, assim que o modo for liberado, deve ser jogada uma partida contra o computador. Seu adversário será Gon e, ganhando ou perdendo, ele será habilitado no final da partida, além de seu cenário praiano.

## Personagens
- Bryan Fury a: Um kickboxer ciborgue enviado pelo cientista louco Dr. Abel para capturar o cientista rival, Dr. Bosconovitch.
- Crow b: Um nome código e membro da Tekken Force. Crow tem a classe mais baixa.
- Dr. Bosconovitch a d e: O cientista genial esquisito e idoso que é amigo de Yoshimitsu e um prisioneiro da Mishima Zaibatsu, onde foi inclusive forçado a criar vários projetos, como os animais geneticamente alterados Roger e Alex
- Eddy Gordo: Um prodígio de Capoeira buscando vingança contra a Mishima Zaibatsu por assassinar seus pais e arruinar o negócio da família.
- Forest Law: O filho de Marshall Law, com o mesmo estilo que o pai e aparência próxima, agora compete para ajudar o pai nas dívidas.
- Gon a d e: Um personagem convidado do mangá de mesmo nome.
- Gun Jack a: O terceiro modelo da série Jack enviado pela sua criadora, Jane, para obter os dados da memória de Jack-2.
- Hwoarang: Um estudante de Baek Doo San em Tae Kwon Do, querendo vingança de Ogre por, aparentemente, matar seu professor.
- Jin Kazama: O neto de Heihachi e filho de Kazuya Mishima e Jun Kazama, praticante das artes marciais relacionadas aos dois pais, que busca vingança contra Ogre por, supostamente, matar sua mãe.
- Julia Chang a: A filha adotiva de Michelle Chang parte em busca de sua mãe, raptada pela Mishima Zaibatsu.
- King II: O sucessor do King original, que participa para salvar o orfanato do seu antecessor quando o original foi morto por Ogre.
- Kuma II a: O filho do Kuma original, que também serve como animal de estimação e guarda-costas de Heihachi.
- Ling Xiaoyu: Uma jovem chinesa que pratica Baguazhang e Piguaquan, que deseja criar seu próprio parque de diversões vencendo o torneio.
- Mokujin a: Um humanoide de madeira com 2 mil anos de idade que volta à vida como resultado do acordar de Ogre, capaz de emular o estilo de luta de qualquer personagem no jogo.
- Panda a c: Animal e guarda-costas de Xiaoyu.
- Tiger Jackson a c d: Um homem com cabelo Afro e estilo Disco de se vestir.
- Ogre a f: Um humanoide misterioso e imortal conhecido como o Deus da Luta. Ogre é o principal antagonista e chefe final, responsável pelo desaparecimento de vários artistas marciais.
- True Ogre a f: A segunda transformação de Ogre.

### Personagens que retornam
- Anna Williams a g
- Heihachi Mishima a
- Lei Wulong
- Nina Williams
- Paul Phoenix
- Yoshimitsu

↑a  Personagem desbloqueável

↑b  Inimigo não jogável no modo Tekken Force

↑c  Troca de paleta de cores ou de skin visual

↑d  Personagem bônus

↑e  Jogável somente no console

↑f  Chefe jogável

↑g  Troca de paleta de cores ou de skin visual somente no Arcade

## Desenvolvimento e Lançamento

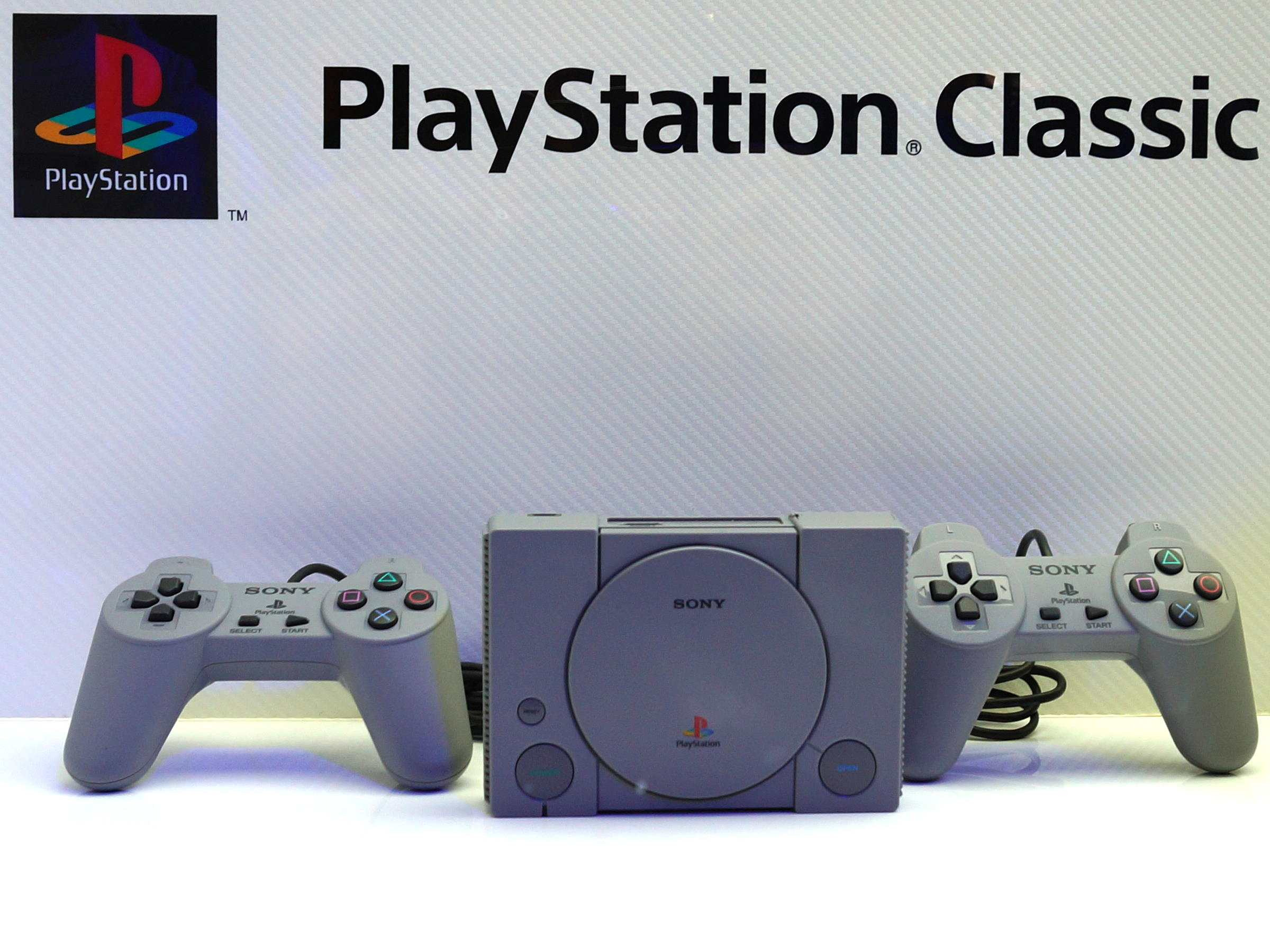
O PlayStation Classic possui versão de Tekken 3.

Tekken 3 foi o primeiro jogo lançado no Hardware Namco System 12. (os antecessores usaram System 11) A animação dos combatentes foi criada utilizando captura de movimentos.
A versão original de Tekken 3 para PlayStation tinha dois personagens ocultos: Gon e Dr. Boskonovitch. Anna foi feita como um personagem diferente, por conta do seu lugar na tela de seleção, sua voz, seus ataques diferenciados e seu próprio final. A versão de PlayStation possui os modos Tekken Force e Tekken Ball, assim como todos os presentes em Tekken 2. Devido às limitações de hardware do PlayStation (menos memória de vídeo e velocidade de clock mais baixa), a qualidade visual sofreu decréscimo: os fundos dos cenários foram refeitos como 2D panorâmico, o número de polígonos usados para cada personagem foi levemente reduzido, efeitos sonoros foram executados numa afinação mais alta e o jogo em si rodaria numa resolução menor. Representantes da Namco afirmaram que achavam nem ser possível converter Tekken 3 para PlayStation. A música foi escrita por Nobuyoshi Sano e Keiichi Okabe para a versão Arcade; a versão de PlayStation também contaria com temas adicionais pelos mesmos compositores, além de Hiroyuki Kawada, Minamo Takahashi, Yuu Miyake, Yoshie Arakawa e Hideki Tobeta.
Um emulador de PlayStation denominado Bleem! foi lançado para Sega Dreamcast, permitindo que proprietários de Dreamcast jogassem uma versão de Tekken 3 graficamente aprimorada se tivessem a cópia original de PlayStation. O lançamento de Tekken 5 para PlayStation 2 possui a versão de Arcade para Tekken 3. A versão de PlayStation do jogo foi incluída entre os vinte jogos "definidores de geração" no PlayStation Classic, console lançado no final de 2018 para comemorar o aniversário de 24 anos do PlayStation.

## Recepção
No Japão, a Game Machine listou Tekken 3 na sua edição de 15 de abril de 1997 como sendo o jogo de Arcade mais bem-sucedido do ano. De acordo com a Metacritic, o título possui 96 pontos de 100 possíveis, indicando aclamação universal, e é colocado na segunda posição da sua lista de maiores jogos do PlayStation. A partir de abril de 2011, o jogo foi listado como o décimo segundo jogo mais bem avaliado de todos os tempos do site compilador de críticas da GameRankings, com uma média de 96% de avaliação.
Tekken 3 se tornou o primeiro jogo em três anos a receber uma nota dez de um crítico na Electronic Gaming Monthly, com três dos quatro avaliadores dando a nota mais alta possível (Tekken 3 foi o primeiro jogo a obter um 10 na escala de críticas corrigida da EGM, pois um jogo não precisava mais ser "perfeito" para receber um 10; o último jogo a receber 10 da revista foi Sonic & Knuckles); a única consideração veio do guru enigmático de avaliações de jogos de luta da revista, Sushi-X, que disse que "nenhum jogo que premia um iniciante ao esmagar botões estará no topo do meu livro", dando ao jogo 9 pontos de 10. Jeff Gerstmann da GameSpot deu ao jogo 9.9 pontos de 10, dizendo que "não há muito entre Tekken 3 e uma perfeita nota 10. Se os personagens exclusivos de PlayStation fossem melhores e o modo Tekken Force fosse um pouco mais fascinante, o jogo poderia ter se aproximado de uma pontuação perfeita." Ele também elogiou os efeitos sonoros, música e gráficos.
A Next Generation avaliou a versão Arcade, e declarou que "Tekken 3 não é bem a obra de arte astuta que (Virtua Fighter 3) é, mas ainda é incrível por si só, e moveu a série ainda além em direção às suas raízes eu também. O sistema de batalha evoluiu de forma agradável, resultando em alguns golpes efetivos e selvagens, e novos personagens, uma resposta mais rápida e uma impressionante experiência de luta 3D" A GamePro deu 4.5 de 5 estrelas para os gráficos e som, e 5 estrelas pelo controle e fator diversão. Enquanto apontava que o jogo não era visualmente tão bom quanto Virtua Fighter 3, o avaliador disse que era incrível de seu modo e possui controles fenomenalmente responsivos e fáceis.
A Next Generation avaliou a versão PlayStation do jogo, dizendo que "Não há jogo de luta melhor, neste sistema ou em outro. É claramente superior aos últimos jogos e um valor enorme para os fissurados por Tekken."
De acordo com a revista oficial do console, PlayStation: The Official Magazine, em 2009, Tekken 3 "ainda é amplamente considerado um dos melhores jogos de luta de todos os tempos." Em setembro de 2004, pelo décimo aniversário da marca PlayStation, o jogo ficou na décima posição na lista "Último Top 10 de PlayStation" da revista. Ele também é o número 177 da lista de 2009 "Top 200 jogos de todos os tempos" da Game Informer.
Em 2011, a Complex colocou Tekken 3 como o quarto melhor jogo de luta de todos os tempos. A revista também pôs o jogo na nona posição dos melhores jogos de videogame em Arcade dos anos 90, comentando que "este então clássico de luta serviu como uma bem-vinda limpeza de paleta de cores para a dicotomia Mortal Kombat/Street Fighter que dominou os Arcades nos anos 90." A Complex ainda colocou Tekken na oitava posição na lista de melhores videogames de PlayStation 1, comentando que "quando Tekken 3 finalmente saiu do nosso Arcade local para a nossa sala de estar, nós sabíamos que nada mais seria igual. Com uma seleção de ataques e combos para aprender, junto com bons controles, gráficos e som, Tekken 3 era muito mais polido e suave do que seus antecessores."
A WhatCulture colocou Tekken 3 como "o melhor jogo dos anos 90", comentando que "pela jogabilidade minuto-a-minuto de Tekken 3, com cada parte dele contribuindo para fazê-lo um pacote completo, simplesmente não há nada melhor." O site também deu ao jogo a posição de "16º melhor videogame de PlayStation", comentando que "Tekken foi a primeira palavra que veio à mente quando você sequer pensou no gênero, e embora a primeira e segunda iterações tivessem nelas um dos motores de jogo mais revolucionários até então, foi o (Tekken) 3 que arrasou por completo." A WhatCulture também colocou Tekken 3 na lista de "melhores jogos beat 'em up de todos os tempos", comentando que "Enquanto a série Tekken tem sido extremamente bem-sucedida, Tekken 3 é largamente considerado o melhor de todos eles e talvez o maior jogo de luta de todos os tempos", e na lista dos "Dez jogos de PlayStation que você deve jogar antes de morrer". Por esta última, adicionou que "posta como um dos melhores jogos de videogame da década de 90, a nova versão de Tekken atingiu todos os objetivos que os seus anteriores buscaram — e depois, os superou em relação a cada aspecto." O site também colocou Tekken 3 no segundo lugar em seu artigo "Os dez maiores elencos de jogos de luta de todos os tempos", comentando que "é um prazer verdadeiro explorar cada personagem e descobrir seus estilos de jogo únicos", e concluiu dizendo que "é uma conquista que a série nunca igualaria." Eles também colocaram Tekken 3 como um dos "25 jogos de PlayStation que você deve jogar antes dos 25 anos", comentando que o jogo "não envelheceu um só dia — até os gráficos são cativantes, longe de qualquer coisa desagradável — e os modos laterais Tekken Ball e Tekken Force são simplesmente geniais. Há uma razão muito boa pela qual este jogo é tantas vezes citado como um dos melhores jogos da década de 90, se não de todos os tempos." O jogo também foi apontado como "o quinto jogo clássico de PS1 que merece um remake", com comentários de "se fãs de jogos de luta tivessem a habilidade de escolher um jogo para ser remasterizado, não há dúvidas de que Tekken 3 estaria disputando, se não estivesse no topo da lista."
Tekken 3 também foi listado entre os melhores jogos de todos os tempos pela Electronic Gaming Monthly em 1997, pela Game Informer em 1999, pela Computer and Video Games em 2000, e pela Edge em 2007. A ArcadeSushi avaliou Tekken 3 como "o 20º melhor jogo de PlayStation", com comentários de que o jogo "mudou tudo. Amigos se tornaram rivais intensos. Rivais intensos se tornaram ainda mais intensos. Tekken 3 era o jogo que você jogava com amigos dos quais não queria mais ser mais amigo." O mesmo site também pôs o jogo na posição de "17º melhor jogo de luta", comentando que Tekken 3 "era facilmente um dos melhores jogos de Tekken já criados. Antes de a série se tornar obcecada por choques contra a parede e quebras de chão, ela simplesmente tinha arenas gigantes e abertas em 3D com elencos enormes que poderia ou não incluir dinossauros boxeadores." Em 2015, a GamesRadar pôs Tekken 3 na 59ª posição de "melhor jogo de todos os tempos", já que "ele possui um dos melhores sistemas de batalha, a fórmula de combos aéreos bem conhecida da série filtrada em uma tempestade perfeita de arremessos, pancadas e suplexes."

### Vendas
Em maio de 1998, a Sony premiou Tekken 3 com um "Platinum Prize" por vendas maiores que 1 milhão de unidades no Japão. De acordo com a Weekly Famitsu, o Japão comprou 1,13 milhões de unidades de Tekken 3 somente durante a primeira metade de 1998, o que fez do jogo o terceiro mais vendido para o período no país. A PC Data, que contabilizava vendas nos Estados Unidos, relatou que Tekken 3 vendeu 1,11 milhões de cópias e faturou 48,5 milhões em receita somente em 1998. O fato fez de Tekken 3 o terceiro título de PlayStation mais vendido do ano. O jogo recebeu um prêmio "Ouro" da Verband der Unterhaltungssoftware Deutschland (VUD), em novembro de 1998, por vendas de pelo menos cem mil unidades entre Alemanha, Áustria e Suíça. No festival Milia de 1999, em Cannes, Tekken 3 levou um prêmio "Ouro" por vendas maiores que 36 milhões de Euros na União Europeia durante o ano anterior. Eventualmente, a premiação da VUD chegaria ao status "Platina", indicando 200 mil vendas até o final de agosto de 1999. De acordo com Katsuhiro Harada, produtor da série Tekken, a terceira iteração vendeu 8,36 milhões de cópias durante o início do lançamento no PlayStation original.

Tekken 3 é um dos maiores jogos de luta na era dos jogos do gênero, e gera uma receita enorme.